# Огюст Маріетт
Франсуа Огюст Фердинан Маріетт (фр. François Auguste Ferdinand Mariette, *11 лютого 1821, Булонь-сюр-Мер — †19 січня 1881, Каїр) — один з найвідоміших єгиптологів XIX століття, перший директор Інституту старожитностей Єгипту, ініціатор заснування Каїрського єгипетського музею. Член Академії надписів та красного письменства.

## Життєпис
Народився в Булоні (Франція). В молодості викладав французьку мову в одній з шкіл Англії, а потім у своєму рідному місті. Захопившись працями Шампольйона, Маріетт серйозно почав займатися єгиптологією. У 1849 році він отримав незначну посаду в Луврі, де зміг уперше познайомитися з багатою колекцією єгипетської старовини.
У 1850 році Маріетт за дорученням Луврського музею виїхав до Єгипту на пошуки старовинних коптських манускриптів. Проте нічого такого, що заслуговувало б уваги, він не знайшов, зате назавжди «захворів» Єгиптом.
У кінці жовтня 1850 року він почав на свій страх і ризик розкопки в Саккарському некрополі. Обстежуючи саккарські поховання на північний захід від піраміди Джосера, він наштовхнувся на голову майже повністю занесеного піском сфінкса. Очистивши статую Маріетт прочитав на постаменті напис, що славив священного бика Апіса, якого в Мемфісі вважали втіленням бога Птаха. Цей текст змусив ученого пригадати про те, що античний географ Страбон писав свого часу про якесь місце поблизу Мемфіса, де стояв стародавній храм Серапеум. До головного входу в цей храм вела алея сфінксів. У Маріетта були всі підстави вважати, що він наштовхнувся саме на цю алею.
Маріетт найняв декілька фелахів і з їхньою допомогою за рік розкопав ще 140 сфінксів або їхніх залишків. Його гіпотеза повністю підтвердилася: сфінкси і справді утворювали алею, яка вела до входу в Серапеум.
Комплекс Серапеума являв собою два храми, сполучені алеєю сфінксів: храм Птаха і підземне святилище, де жерці ховали мумії священних биків. Маріетт виявив його в листопаді 1851 року. Доступ до поховань биків закривали прекрасні двері з пісковика. За ними ховалося величезне підземне приміщення, висічене в скелі. Воно тягнулося в довжину зі сходу на захід на 200 метрів і було широкою галереєю з безліччю бічних коридорів і ніш, де стояли колосальні гранітні саркофаги, кожен вагою близько 60—70 тонн, в яких колись покоїлися мумії священних биків. Вони були висічені з відполірованих плит чорного і червоного граніту і досягали у висоту понад три метри, завширшки — понад два і завдовжки — до чотирьох метрів.
У нішах головного коридору Маріетт налічив двадцять чотири таких саркофага. Всі вони були порожні. У бічних коридорах він виявив і дерев'яні саркофаги з останками биків (всього їх було 28), окрім них там опинився саркофаг з мумією Хаемвеса, верховного жерця бога Птаха і сина.
На кожному із саркофагів ієрогліфами було позначено, хто був фараоном і верховним жерцем за життя того чи іншого бика; які події відбулися в за того царювання. Найдавніші саркофаги відносилися до царювання Аменхотепа III з XVIII династії, найпізніші — до періоду правління останніх Птолемеїв. Отже, перше і останнє поховання розділяв період у 1600 років. Тексти, знайдені Маріеттом, проливали нове світло на єгипетську історію цього часу.
Прикрашені прекрасними ієрогліфічними написами віка саркофагів були зрушені, а деякі саркофаги розколені. Стало очевидним, що гробниці биків були пограбовані багато століть тому. Проте немало чудових артефактів, у поспіху залишені грабіжниками, безладно лежали в саркофагах і на земляній підлозі темних коридорів.
Серед цього розорення Маріетту пощастило знайти незаймане поховання священного бика. Він виявив у скам'янілій пилюці, навіть сліди робітників, що здійснювали поховання. Непошкодженою виявилася і мумія бика, оздоблена золотом і коштовним камінням.
Після того як знахідки, зроблені в Серапеумі, були виставлені в Луврі, ім'я Маріетта набуло світову славу. Навіть одного Серапеума вистачило б для того, щоб воно назавжди залишилося в історії єгиптології. Але Маріетт не збирався зупинятися на цьому. У 1857 році за підтримки єгипетського хедіва Саід-паші Маріетт організував музей в каїрському передмісті Булак. Його колекції, що невпинно розросталися, лягли в основу нині відомого Єгипетського музею в Каїрі.
Почавши широкомасштабні розкопки, Маріетт попросив у Саіда-паші виділити йому для зберігання старовини одне з приміщень транспортної компанії в Булаці. Чотири кімнати Маріетт використовував для найцінніших експонатів, а інші зробив запасниками. На початках він обходився допомогою тільки одного робітника. Але невдовзі невелика колекція Маріетга стала настільки популярною, що 1863 року її перенесли в нову будівлю, яку офіційно відкрив 18 жовтня хедів Ісмаїл. Деякі експонати нового музею демонструвалися на міжнародній виставці в Лондоні 1862 року, найкращі з них були показані на всесвітньому ярмарку в Парижі 1867 року.
Хедів Саїд-паша призначив Маріетта директором Управління у справах єгипетських старожитностей і головним інспектором усіх розкопок на території Єгипту. Він очолив координовані розкопки в 37 містах — від Мемфіса до Фів. Згодом, щоправда, археологи почали критикувати методи, якими користувався Маріетт (іноді він навіть не вагався застосувати динаміт). Крім того, величезним кроком вперед стало й те, що відтепер значна частина знахідок не вивозилися в Європу, а залишалася в Єгипті.
Незважаючи на велику зайнятість у музеї, Маріетт продовжував вести розкопки сам. У 1865 році він відкрив гробницю сановника Ті, який був великим землевласником і, як говорять тексти, «начальником усіх царських робіт, керівником будівництва пірамід і охоронцем вічних місць». Ця найкрасивіша і найліпше збережена з саккарських гробниць була побудована близько 2600 року до н. е. — у ті часи, коли царі Хеопс, Хефрен і Мікерін споруджували свої піраміди. Мури гробниці покривали чудові багатобарвні рельєфи, своїм найвитончішим малюнком створювали враження настінного живопису. Вони зображували і самого сановника Ті, чия постать завжди втричі, а то й вчетверо більше за фігури людей нижчого звання, а також епізоди буденного життя тієї епохи: ремісників, писаря, художників, землеробів, полювання на бегемота, рибну ловлю, забій худоби і вичинку шкір, збір податків і покарання боржників — всю панораму повсякденного життя Стародавнього Єгипту. Ці зображення настільки реалістичні, що дозволили встановити, якими знаряддями та інструментами користувалися тодішні селяни та ремісники і які прийоми вони застосовували. Жодне з раніше виявлених поховань не давало такого реального уявлення про життя старожитніх єгиптян, як ця гробниця.
Маріетт відкрив і безліч інших гробниць з подібними свідченнями давніх епох, серед яких особливо виділялася гробниця Птаххотепа, вельможі часів V династії. Власник її, можливо, був автором прославленого «повчання», одного з найдавніших творів світової літератури. Крім того, Маріетт почав вивчення так званої хибної піраміди поблизу Медума, піраміди в Ліште і кількох малих пірамід поблизу Саккара. Маріетт розкопав руїни заупокійного храму фараона Хефрена, розташованого біля Великого сфінкса. Від нього до піраміди Хефрена (в якій свого часу побував Бельцоні) вела дорога процесій, якою жерці несли в останній шлях муміфіковане тіло фараона. Від храму мало що залишилося, але збереглися частини вхідних пілон і руїни вестибюля вражають око строгістю і співмірністю пропорцій. Серед руїн Маріетт знайшов прекрасну діоритову статую Хефрена.
Маріетт залишався в Єгипті до кінця свого життя. Він друкував численні статті в європейських спеціальних журналах, а також видав кілька книг. В 1867 році імператор Наполеон III нагородив його орденом Почесного легіону, а 1879 року єгипетський хедів присвоїв йому титул паші. У 1878 році, ще за життя Маріетта, керована ним Служба старожитностей була перетворена в один з департаментів єгипетського міністерства громадських робіт. На її потреби стали виділяти значні кошти.

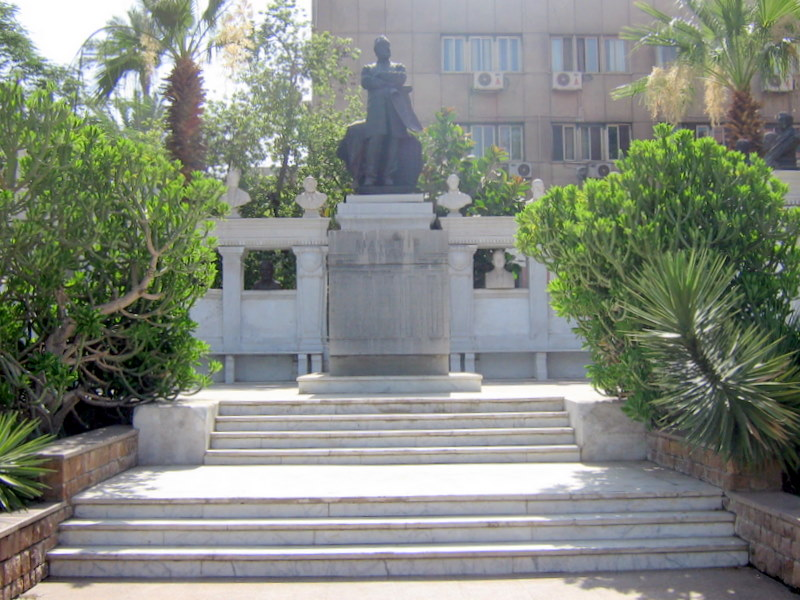
Пам'ятник і саркофаг Огюста Маріетта в саду Каїрського єгипетського музею

Маріетт помер напередодні англійської окупації Єгипту. У знак визнання його видатних заслуг він був похований в стародавньому саркофазі біля центрального входу створеного ним музею. Вдячний Єгипет спорудив Маріетту пам'ятник. Він встановлений в саду Єгипетського музею в Каїрі поряд з могилою ученого.